# Spring Valley (comtat de Lake)
Spring Valley és una concentració de població designada pel cens (CDP) al Comtat de Lake, al nord-oest de l'estat estatunidenc de Califòrnia. Spring Valley està situat a una altitud de 482 metres i té una àrea de 12,883 quilòmetres quadrats. Segons el cens del 2010 té una població de 845 habitants. Es troba a 2,5 quilòmetres de l'embassament Indian Valley Reservoir i a 6 quilòmetres de Clearlake Oaks.

## Demografia
El cens del 2010 va informar que Spring Valley tenia 845 habitants. La densitat de població era de 65,6 persones per quilòmetre quadrat. La composició racial de Spring Valley era de 766 (90,7%) blancs, 15 (1,8%) afroamericans, 10 (1,2%) natius americans, 6 (0,7%) asiàtics, 3 (0,4%) illencs pacífics, 24 (2,8%) d'altres races i 21 (2,5%) de dos o més races. Hispànics o llatinoamericans de qualsevol raça eren 71 persones (8,4%).
El cens va informar que 845 persones (el 100% de la població) vivien en llars, 0 (0%) en grups no institucionalitzats i 0 (0%) estavan institucionalitzats.
Hi havia 361 llars, de les quals 71 (19,7%) tenien menors de 18 anys vivint-hi, 200 (55,4%) eren parelles heterosexuals casades vivint juntes, 38 (10,5%) tenien una dona com a cap de la llar sense cap marit present, 16 (4,4%) tenien un home com a cap de la llar sense cap marit present. Hi havia 24 (6,6%) parelles heterosexuals no casades i 10 (2,8%) parelles heterosexuals casades o en una relació. En 77 llars (21,3%) tan sols hi vivia una persona i en 30 (8,3%) tan sols hi vivia una persona major de 64 anys. La mida mitjana de llar era de 2,34 persones. Hi havia 254 famílies (70,4% de totes les llars); la mida mitjana de família era de 2,69 persones.
La població estava repartida en 125 persones (14,8%) menors de 18 anys, 61 persones (7,2%) de 18 a 24 anys, 146 persones (17,3%) de 25 a 44 anys, 316 persones de 45 a 64 anys i 197 persones (23,3%) majors de 64 anys. L'edat mediana era de 51,9 anys. Per cada 100 dones hi havia 106,6 homes. Per cada 100 dones majors de 17 anys, hi havia 107,5 homes.
Hi havia 442 cases en una densitat de 34,3 per quilòmetre quadrat, dels les quals 321 (88,9%) eren ocupades pels propietaris i 40 (11,1%) eren ocupades per inquilins. Un 4,1% de les cases en venda estaven buides; un 2,4% de les cases de lloguer estaven buides. 738 persones (87,3% de la població) vivien en cases pròpies i 107 persones (12,7%) en cases de lloguer no pròpies.